# Gerold der Jüngere
Gerold in der Baar (auch Gerold II., Gerold I., Geroldo, Gerolt, Geroldus, Gero, Kerold, Keroldo, Kerolt, Keroldus; † 1. September 799) aus Alemannien war einer der bedeutendsten Heerführer, Ratgeber und persönlichen Vertrauten Karls des Großen und wurde nach der Absetzung Herzog Tassilos III. erster fränkischer Statthalter (Präfekt) sowie oberster Heerführer von Baiern.

## Familie
Gerold war der Sohn des Gerold von Anglachgau und der Imma. Es sind sieben Brüder Gerolds bekannt sowie die Schwester Hildegard, die 771 mit Karl dem Großen verheiratet wurde. Der Nähe zum König aufgrund dessen Ehe mit Hildegard wird im Allgemeinen der politische Aufstieg und die herausragende Stellung Gerolds zugeschrieben. Die Familie, die der fränkischen Reichsaristokratie angehörte, hatte beträchtliche Machtpositionen im Raum zwischen Worms und Oppenheim, Heidelberg und Bruchsal, aber besonders in Alemannien. Mutter Imma war die Tochter des alemannischen Herzogs Hnabi und daher mit dem baierischen Herzogshaus der Agilolfinger verwandt. Auch die Geroldonen, als deren Stammvater der Vater Gerolds gilt, werden zu den Agilolfingern gerechnet. Das Verwandtschaftsverhältnis zum baierischen Herzogshaus der Agilolfinger dürfte eine wichtige Rolle bei der Ernennung Gerolds zum baierischen Präfekten sowie der Legitimierung Gerolds als Präfekt in Baiern gespielt haben. Möglicherweise war der Graf ein Vorfahre der Aribonen sowie des Hauses Württemberg.
Graf Gerold war mit einer Waltrat verheiratet, deren Herkunft unbekannt ist, die jedoch als Witwe im Jahre 821 mit Zustimmung eines Grafen Uto, der offensichtlich zu ihrer Verwandtschaft zählte, das Kloster Fulda beschenkte.
Gerold hatte zumindest zwei Söhne.
- Hadrian. Ein Sohn Gerolds dieses Namens ist aus einer Schenkung an das Kloster Lorsch aus dem Jahre 793 bekannt. Wie Michael Mitterauer vermutet, dürfte die Wahl dieses Namens damit zusammenhängen, dass Graf Gerold Kaiser Karl den Großen auf dessen ersten Romzug im Jahre 774 begleitet hat und seinen Sohn nach Papst Hadrian I. (772–795) nannte.[3]

- Erpo. Er dürfte früh verstorben sein, da er in der genannten Urkunde aus dem Jahr 793  erwähnt wird, mit der sein Bruder Hadrian für dessen Seelenheil  Besitz an das Kloster  Lorsch in Hessen übergibt.[3]

Über weitere Nachkommen Gerolds ist allerdings nichts Sicheres bekannt. Wie viele andere fränkische Reichsaristokraten verlor die Familie Gerolds unter dem späteren König Ludwig dem Deutschen stark an Einfluss.

## Politische Funktionen
785 und 790 wird er als Graf in der Baar (Bertoldsbaar) in Urkunden erwähnt und ist auch als erster Graf im Nagoldgau fassbar. Gerold scheint eine entscheidende Rolle bei der Integration Bayerns in das fränkische Reich und im Kampf gegen den letzten bayerischen Stammesherzog Tassilo III. gespielt zu haben. Nach der Absetzung Tassilos 788 wollte Karl in Baiern keinen Herzog einsetzen und ernannte Gerold daher zum „Präfekten“ Bayerns und machte ihn zum Königsboten. Die Königsboten jener Zeit hatten höchstes Ansehen. Bei ihrer Ankunft erwies man ihnen dieselbe Ehre wie dem König selbst und hielt ein feierliches Hochamt.
Nach der Eroberung des Awarenreiches 796 wurde er zudem Markgraf der Awarenmark. In dieser Funktion diente ihm Lorch an der Enns als Amtssitz. 798 wirkte er im Dienste der Christlichen Mission in Karantanien. Gemeinsam mit dem kirchlichen Königsboten und Erzbischof Arn von Salzburg führte er in dieser Region den Missionsbischof Theoderich in seinem Sprengel ein. Seine Verbundenheit mit der Kirche zeigt weiters seine Stiftung einer Marienkapelle im sächsischen Paderborn sowie erhebliche Schenkungen an die Klöster Reichenau und St. Gallen. 799 fand in Treisma eine Diözesansynode statt mit der die Missionierung der Awaren begann. Teilnehmer waren unter anderen Bischof Waldrich von Passau und Gerold als Vertreter des Königs. Im Zuge dieser Synode wurde von Waldrich eine Urkunde ausgestellt aufgrund derer Gerold Linz mit der dortigen Martinskirche zu Lehen auf Lebenszeit empfing.
Nach Gerolds Tod wurde das Baierische Ostland verwaltungsmäßig von Baiern getrennt und bekam einen eigenen Präfekten. In Baiern folgte Audulf Gerold als Präfekt, im Ostland Goteram.

## Heerführer
Er begleitete Karl u. a. bei dessen Feldzug 773/774 zu den Langobarden, wo er sich durch Tapferkeit auszeichnete und zum signifer des Königs gemacht wurde. Wahrscheinlich waren Gerold und sein Vater unter jenen Großen, die gemeinsam mit König Karl zu Ostern 774 in Rom bei Hadrian I. weilten. Es war dies der erste Besuch eines fränkischen Königs beim Papst.
Ab 791 stand er an der Seite des Königs im Krieg gegen die Awaren. Dort tat er sich gemeinsam mit dem Markgrafen Erich von Friaul hervor, sodass Karl die Fortführung des gesamten Feldzugs Gerold, Erich und seinem Sohn Pippin von Italien anvertraute. Auch im Kampf gegen die Sachsen und Slawen tat sich Gerold hervor und da er damals noch keine Amtstätigkeit ausführte war er 778 wahrscheinlich auch am Feldzug gegen die Sarazenen beteiligt. Nach der Kaiserchronik hat Gerold den Herzog der Sachsen Widukind „durch Anwendung einer List“ erschlagen, worauf der Krieg zwischen Franken und Sachsen von neuem entflammt sei. 799 starb er in einer Schlacht gegen die Awaren gemeinsam mit Erich und seinem Sohn an einem unbekannten Ort in Pannonien. Der Dichter Walahfrid Strabo berichtet, dass die Leiche Gerolds von Getreuen in das Kloster Reichenau gebracht und dort bei dem von ihm selber gestifteten Marienaltar im Münster bestattet wurde.

## Sagen und moderne Belletristik
Im Heiligen Römischen Reich hatten die Ritter aus Schwaben das Recht des Vorstreits. Der Ursprung dieser Tradition ist nicht bekannt. Nach der „Kaiserchronik“ aus dem 12. Jahrhundert hat Karl der Große dieses Recht seinem Getreuen Gerold als dem Anführer des schwäbischen Volkes für die Schwaben auf alle Zeiten verliehen. Gerold diente damit als identitätsstiftende Persönlichkeit der schwäbischen Geschichte. In der mittelhochdeutschen Dichtung „Karl der Große“ des Strickers ist der schwäbische Graf der erklärte Liebling des Kaisers.
In den Vier Erzählungen „Am Hof Herrn Karls“ von Felix Dahn ist der hier als „wackerer Held“, „treu“ und „ruhmreich“ bezeichnete Gerold einer der Protagonisten. In den Volkssagen wird Gerold vor allem als „Bannerträger Karls des Großen“ verherrlicht. Der Sage nach soll Gerold der Gründer des Klosters Beuron gewesen sein. Eine niederösterreichische Sage handelt vom Grafen Gerold und seinen Töchtern. Nach der Sage soll das heutige Dorf Gerolding seinen Namen von Graf Gerold erhalten haben. Der unterfränkischen Stadt Gerolzhofen gilt der Graf als Symbolfigur. Der Legende nach soll er Gerolzhofen gegründet haben. Mehrmals erwähnt wird der Graf auch im Buch Deutsche Sagen der Brüder Grimm.

## Briefbombenserie 1990er Jahre
In den 1990er Jahren kam es in Österreich zu einer Serie von Briefbombenattentaten. Die Anschlagserie wurde von mehreren Bekennerschreiben mit ausländerfeindlichen und rassistischen Parolen begleitet. In einem dieser Briefe schreibt der Bekenner im Namen eines „Markgraf Gerold, Präfekt der Awarenmark“. Es wurde vermutet, dass sich diese Bezeichnung auf Gerold in der Baar bezieht. Im Prozess nach den Attentaten wurde Franz Fuchs zu lebenslanger Haft verurteilt.